# Vețca
Vețca (węg. Székelyvécke) – wieś w Rumunii, w okręgu Marusza, w gminie Vețca. W 2011 roku liczyła 420 mieszkańców.